# Tetrosa

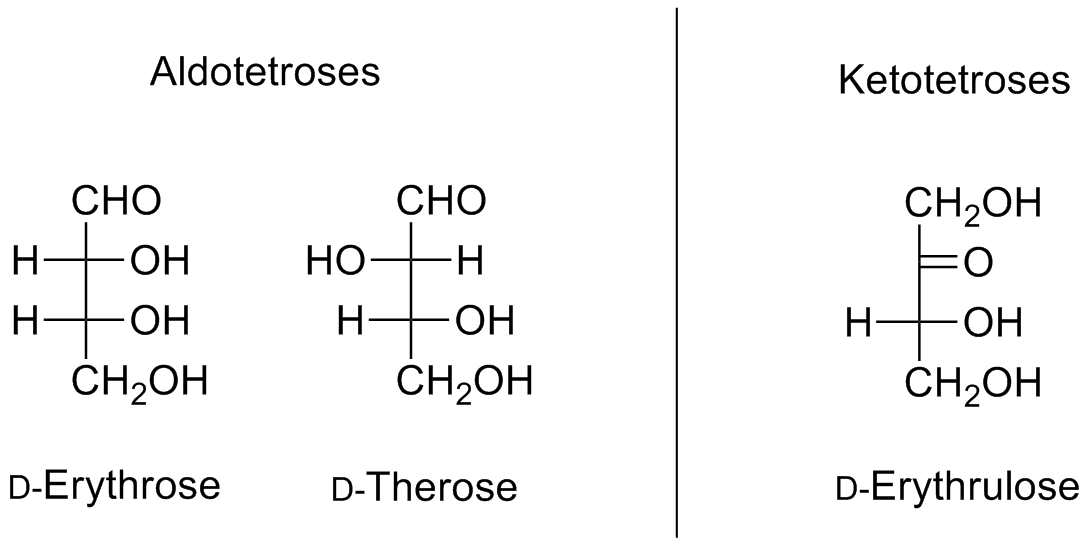
Tetrosas

Las tetrosas son monosacáridos (glúcidos simples) formados por una cadena de cuatro átomos de carbono.
Hay dos tipos:

## Aldotetrosas
Si el grupo carbonilo está al comienzo de la molécula: existen dos tipos, la eritrosa y la treosa. La denominación D o L se establece por la posición del grupo -OH del último carbono asimétrico (D si se sitúa a la derecha y L si está a la izquierda). un carbono asimétrico o quiral es aquel que está unido a cuatro grupos diferentes.
```
D-eritrosa
          
D-treosa

    CHO                CHO      
     |                  |           
   H-C-OH            HO-C-H    
     |                  |
   H-C-OH             H-C-OH 
     |                  |      
   CH
2
OH               CH
2
OH
```

```
L-treosa
          
L-eritrosa

    CHO                CHO
     |                  |
  OH-C-H              H-C-OH
     |                  |
  OH-C-H             OH-C-H
     |                  |
   CH
2
OH               CH
2
OH
```

## Cetotetrosas
Si el grupo carbonilo está en el segundo átomo de Carbono de la molécula: existe un tipo, la eritrulosa.
```
D-eritrulosa     L-eritrulosa

 CH
2
OH              CH
2
OH

   |                  | 
   
C=O                C=O
   |                  |   
 H-C-OH            HO-C-H
   |                  |
 CH
2
OH               CH
2
OH
```